# L'Aldosa de Canillo
L'Aldosa de Canillo (anteriormente l'Aldosa) es un núcleo de población del Principado de Andorra, situado en la parroquia de Canillo. En el año 2009 tenía 232 habitantes.
Después de la aprobación del Nomenclàtor d'Andorra del año 2010, a la población se le añadió el término "de Canillo" para diferenciarla de L'Aldosa de La Massana.